# Zósimos
Zósimos (řecky Ζώσιμος; asi 490 – asi 510), byl byzantský historik. Žil v Konstantinopoli v době císaře Anastasia I. Jeho zdaleka nejslavnějším dílem jsou šestidílné dějiny římského císařství pod názvem Nea historia, přeložené do češtiny pod názvem Stesky posledního Římana (Odeon, 1983).
Zósimos v díle popisuje dějiny římského císařství od Augusta až do roku 410. Kniha má jednoznačně protikřesťanský charakter, snaží se vylíčit mimořádnou vyspělost římské civilizace a úpadek, který nastal po přijetí křesťanství jako státního náboženství. Zósimos tento úpadek chápe jako boží trest za to, že Římané odpadli od náboženství svých otců. Pro historiky je nejcennější popis událostí 4. století, k nimž není mnoho jiných písemných zdrojů. Zósimos čerpal z Dexippa (238–270), Eunapia (270–404) a Olympiodóra (po roce 404). O Zósimovi samotném se nedochovalo mnoho zpráv, dle Fotia byl v Konstantinopoli comes na Anastasiově dvoře.